# Spoorlijn Prešov – Bardejov

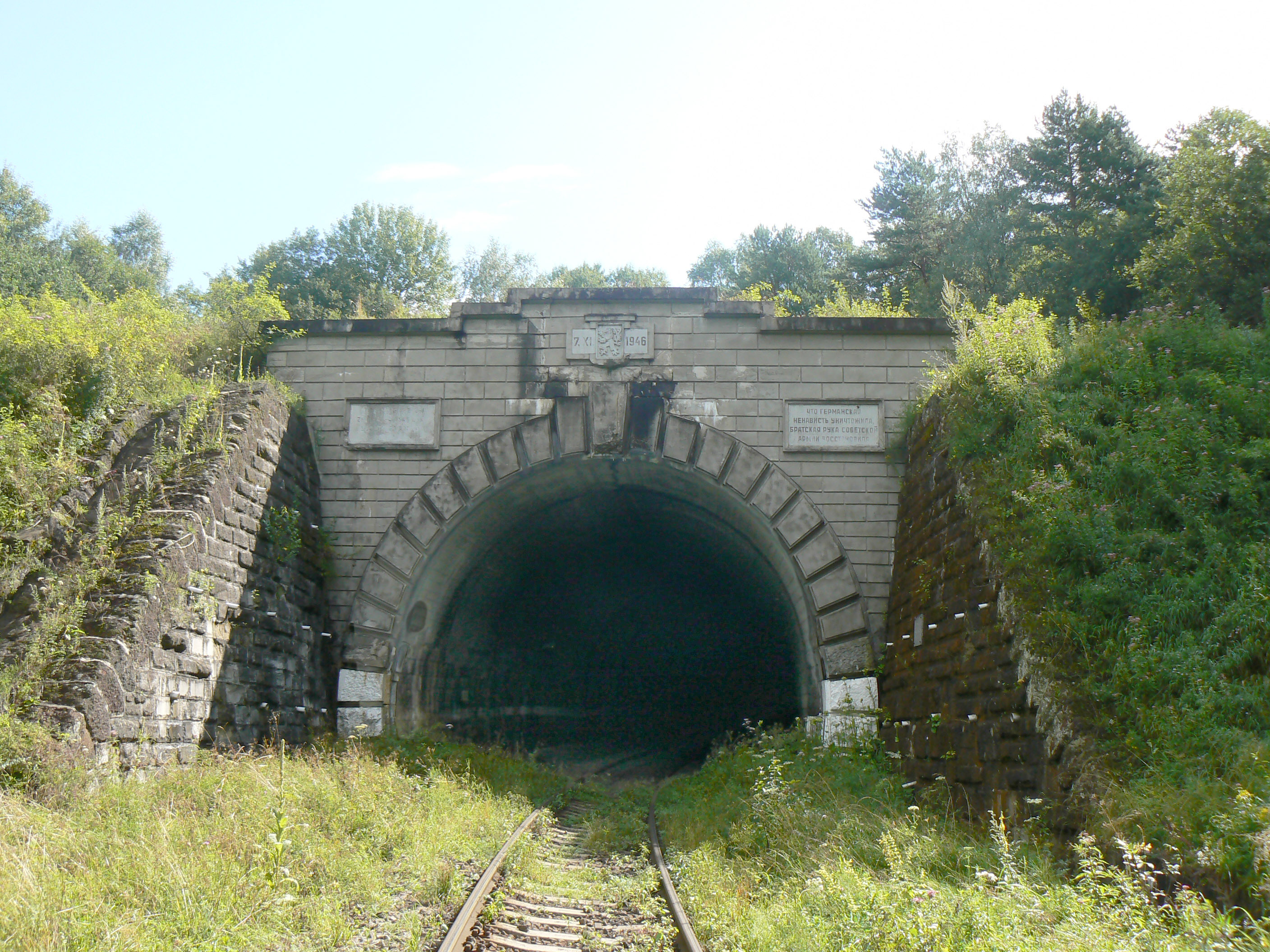
Tunnel in de Lupkovský-bergpas (lijn 191), aan de Slowaaks-Poolse grens.

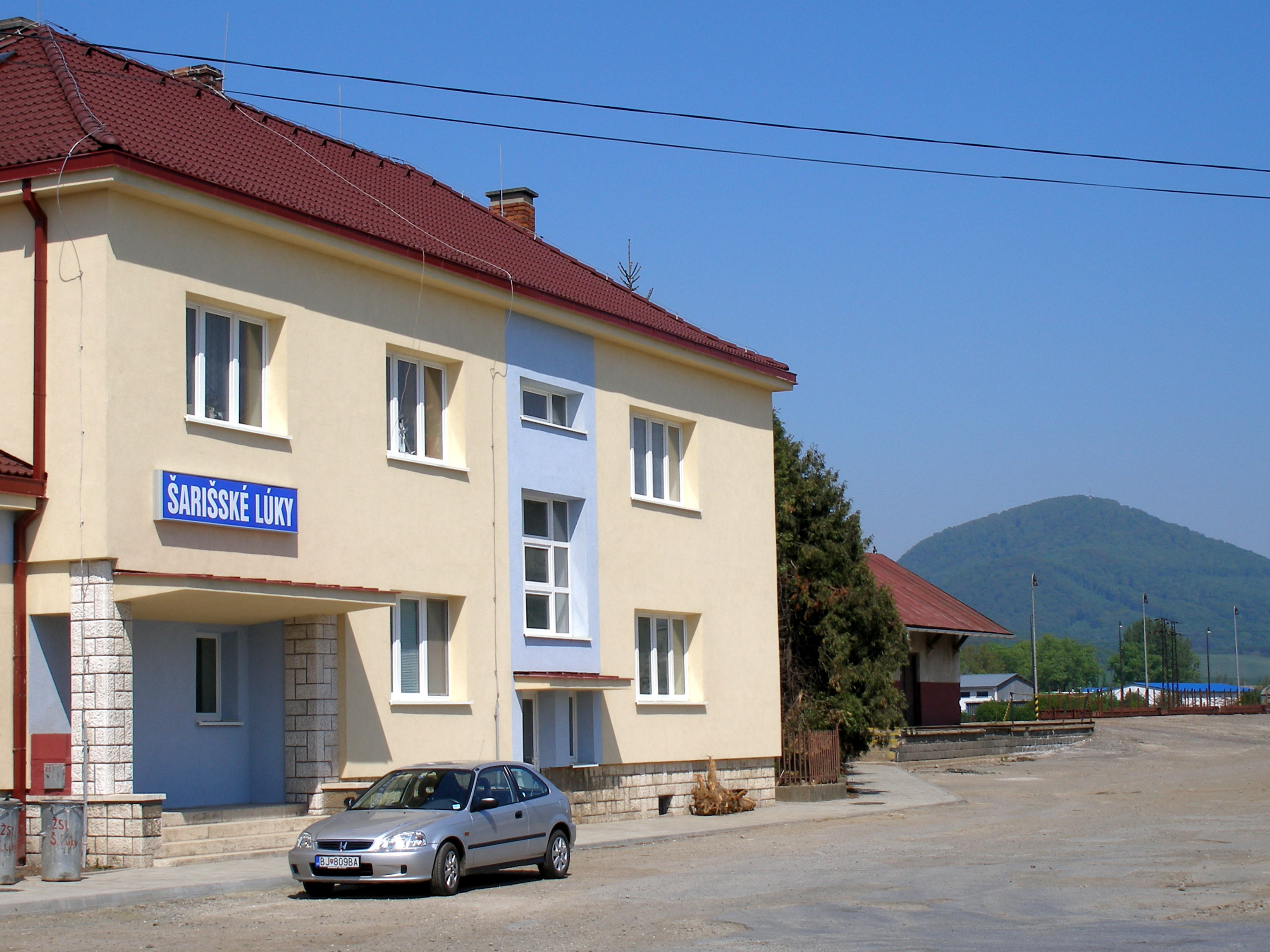
Station Prešov

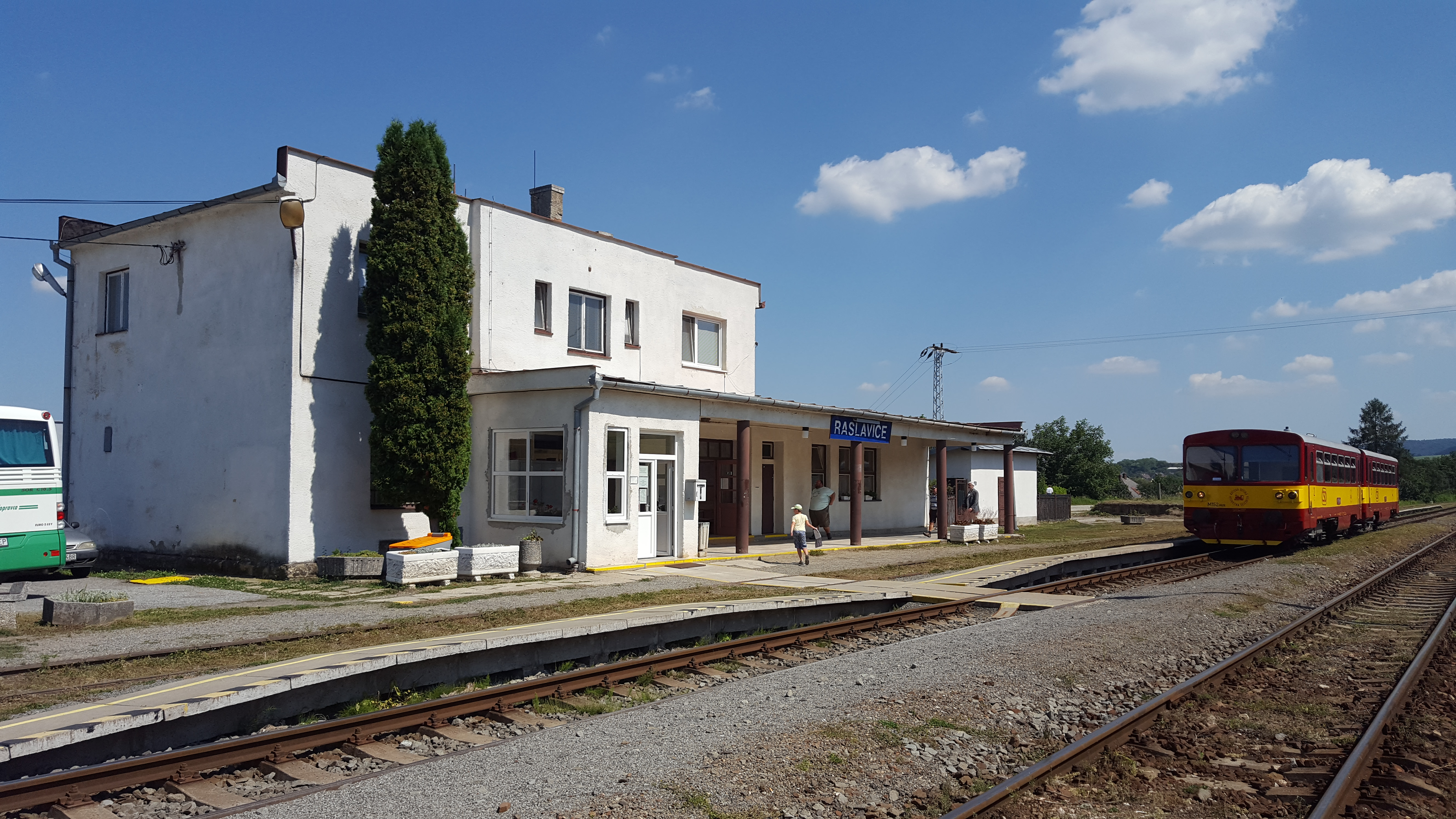
Station Raslavice

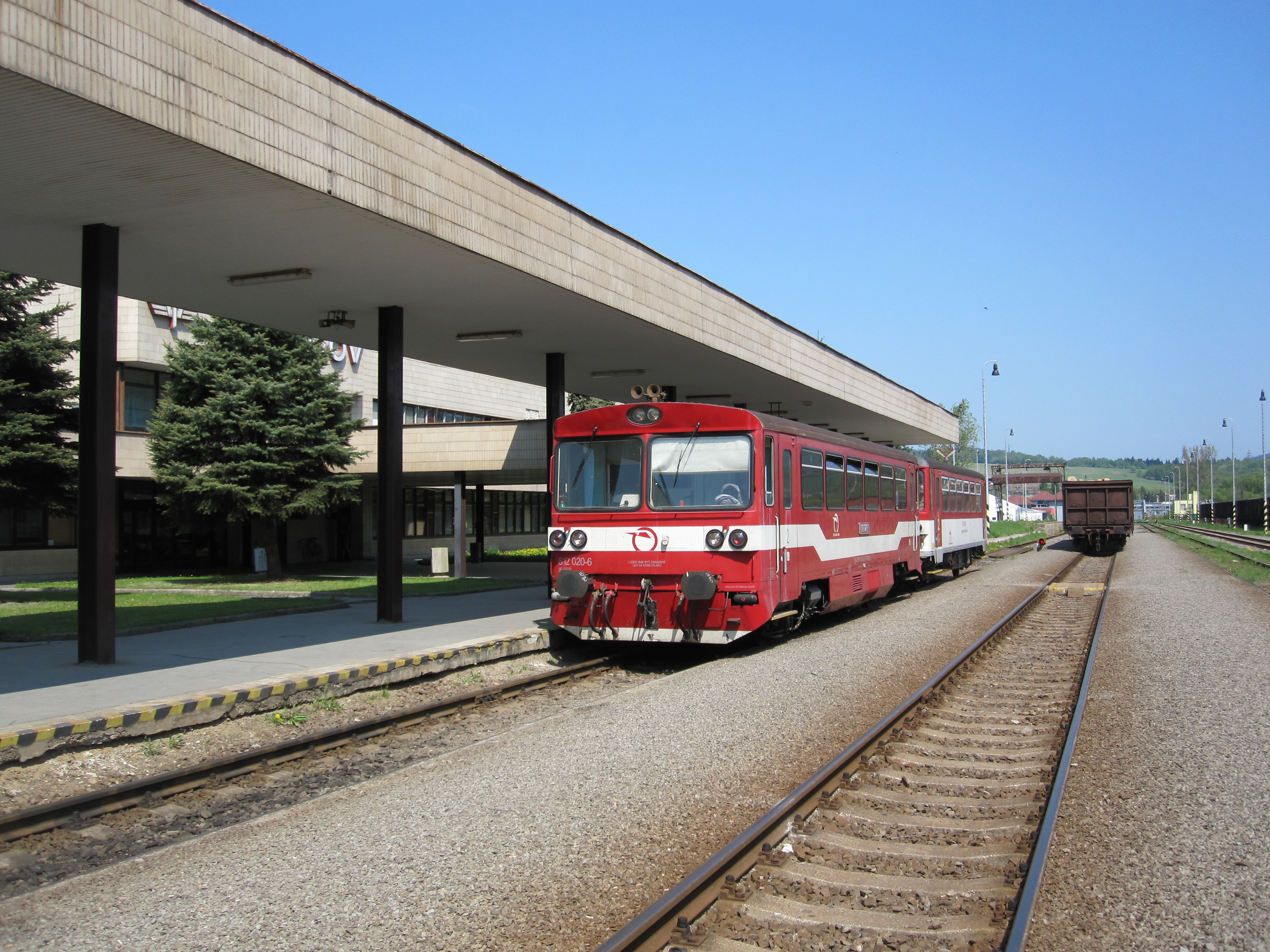
Station Bardejov

De spoorlijn Prešov – Bardejov (nummer 194) is een secundaire enkelsporige niet-geëlektrificeerde spoorlijn in Slowakije. Ze verbindt Prešov met Bardejov via Kapušany, de vallei van het Čergov-gebergte en de vallei van het Ondavská vrchovina-gebergte.

## Geschiedenis
In de jaren 1870 en 1880 kwam in Hongarije de aanleg van spoorlijnen in een stroomversnelling. 
Een belangrijke spoorweg van Košice naar Galicië (Polen) werd aanvankelijk gepland via Bardejov, maar uiteindelijk week men af van dit plan en werd gekozen voor een route naar Polen via de bergpas van Humenné en de bergpas van Łupków (spoorlijn 191: Michaľany – Łupków).
Niettemin werd voor de spoorlijn van Prešov naar Bardejov via Kapušany (lijn 194) in 1892 een concessie verleend. Deze lijn werd spoedig aangelegd en reeds op 11 december 1893 in gebruik genomen ten bedrage van 2.840.000 kronen. Een verlenging naar Polen via de Duklapas werd ingevolge geldgebrek niet verwezenlijkt.
Vanaf 1896 nam de Kaschau-Oderberger Spoorweg (KsOd) het beheer over deze lijn op zich.

## Treindienst
Lokale reizigerstreinen.

## Stations en haltes
Aan lijn 194 liggen de volgende stations (s) en haltes: 
| Afstandspunt  | Station/stopplaats   | Commentaar                                                                             |
| ------------- | -------------------- | -------------------------------------------------------------------------------------- |
| 60,437        | Prešov               | vertakking naar: • spoorlijn 188 (Košice – Muszyna) • spoorlijn 193 (Prešov – Humenné) |
| 56,360        | Šarišské Lúky        |                                                                                        |
| 50,771 10,319 | Kapušany pri Prešove | vertakking naar: • spoorlijn 193 (Prešov – Humenné)                                    |
| 13,805        | Fulianka             |                                                                                        |
| 16,961        | Tulčík               |                                                                                        |
| 18,316        | Demjata obec         |                                                                                        |
| 24,994        | Raslavice            |                                                                                        |
| 27,510        | Vaniškovce           |                                                                                        |
| 31,654        | Bartošovce           |                                                                                        |
| 33,999        | Hertník              |                                                                                        |
| 36,686        | Šiba                 |                                                                                        |
| 39,971        | Kľušov               |                                                                                        |
| 44,883        | Bardejov             |                                                                                        |

## Externe koppeling
- (sk)  Informatie over lijn 194 (www.vlaky.net)
- (sk)  Beschrijving op www.rail.sk
- (sk)  Beschrijving op www.vlaky.net
- (sk)  (en)  Dienstregeling Operator ŽSSK